# Qasr al-Heir asch-Scharqi

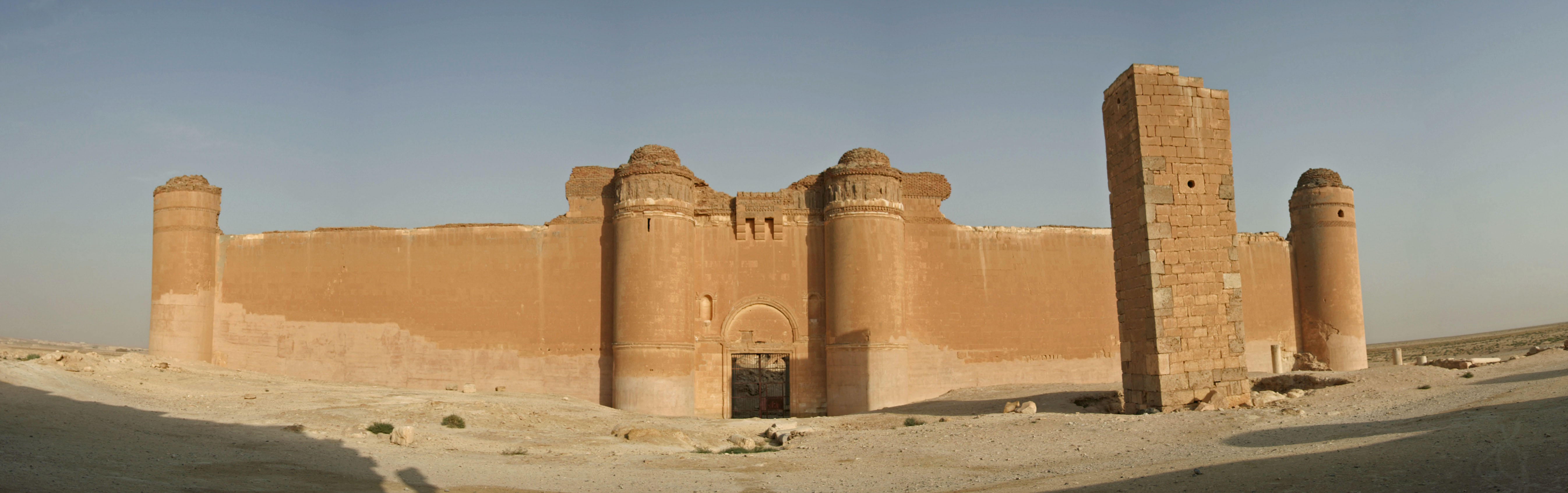
Qasr al-Hayr al-Sharqi

Qasr al-Heir asch-Scharqi (arabisch قصر الحير الشرقي, DMG Qaṣr al-Ḥair aš-šarqī) ist die älteste erhaltene befestigte Siedlung aus umayyadischer Zeit. Sie liegt in der syrischen Wüste, 128 km von Palmyra und 120 km von der Ruinenstadt Resafa entfernt und wurde von den Umayyadenkalifen von Damaskus als Sommerresidenz genutzt. Übersetzt bedeutet Qasr al-Heir asch-Scharqi „östliches Wildgehegeschloss“. Seinen Namen erhielt das Schloss von den üppigen Gärten, die den Palast einmal umgaben. Hier wurden viele Tiere ausgesetzt, die von den Umayyaden gejagt wurden.

## Geschichte
Erbaut wurde das Schloss vor dem Jahr 729 unter Kalif Hischam als Rückzugsort vor der von Seuchen geplagten Hauptstadt Damaskus. Ein Kanalsystem führte Wasser von der 15 km entfernten Oase at-Taibe heran. Dadurch verwandelte sich die Wüste in einen blühenden Garten, in den sich die Kalifen gerne zurückzogen. Das Schloss war auch aus politischen Erwägungen errichtet worden. Die syrische Wüste war durchzogen von bedeutenden Handelsstraßen. Damit war sie wirtschaftlich und politisch eine der wichtigsten Regionen unter ihrer Herrschaft. Der Kalif errichtete das Schloss also auch mit der Absicht, ansässige Beduinenstämme zu kontrollieren und die Handelswege zu schützen.
In der Regierungszeit der Abbasiden wurde das Schloss vollendet und auch weiter genutzt. Mit der Verlegung des Herrschaftssitzes von Damaskus nach Bagdad im Jahr 762 unter dem Kalifen al-Mansur geriet das Wüstenschloss jedoch allmählich in Vergessenheit – immerhin deuten Indizien auf eine Weiternutzung einiger Bauten bis ins 14. Jahrhundert; danach wurde die Ruinenstätte nur noch zeitweise von Karawanen und Nomaden als Rastplatz aufgesucht.

## Anlage

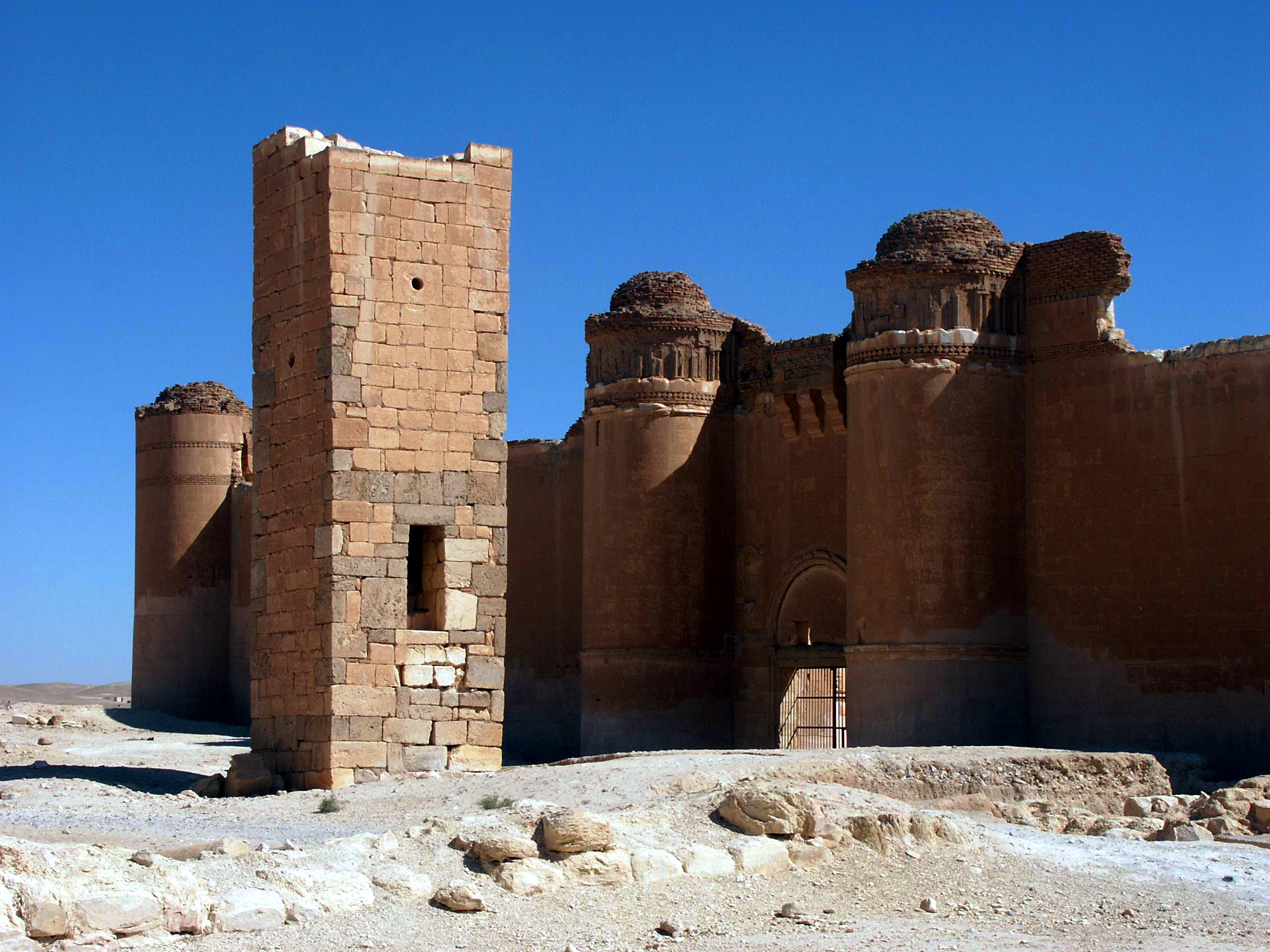
Palastfassade und Minarett der Moschee

Die Gesamtanlage besteht aus zwei Teilen, von denen einer als ‚Palast‘ bezeichnet wird, wohingegen der andere als eine städtische Siedlung (arabisch madīna) aufzufassen ist; letztere wurde in sieben Grabungskampagnen in den Jahren zwischen 1964 und 1972 unter der Leitung von Oleg Grabar freigelegt.
Der Palast mit dem gewaltigen Eingang ist der beeindruckendste Teil der Anlage. Das Bauwerk ist quadratisch angelegt, die größtenteils aus exakt behauenen Natursteinen gemauerten Außenmauern sind jeweils ca. 70 m lang; einige Teile sind auch aus Ziegelsteinen gemauert, waren aber wohl ursprünglich verkleidet. Im Innern befindet sich ein großer Hof, der an einen Khan erinnert. Die Säulen und Kapitelle des Palastbereichs sind Spolien eines bislang nicht identifizierten römischen Bauwerks; hier befanden sich auch Bäder, Zisternen und kleinere Gärten.
Die in ihrer Grundfläche deutlich größere Stadt lag gegenüber dem Palast. Die alte Moschee, deren heute noch ca. 10 m hohes Minarett ebenfalls gut erhalten ist, befand sich zwischen der Stadt- und der Palastmauer. Um den Palast und die Stadt herum verlief zusätzlich eine 16 km lange Außenmauer – von dieser ist heute kaum noch etwas zu sehen.